# Islamitisch Front
Het Islamitisch Front (Arabisch: الجبهة الإسلامية, al-Jabhat al-Islāmiyyah, IF) is een fusie van zeven rebellengroepen die betrokken zijn bij de oorlog in Syrië, die werd opgericht op 22 november 2013. De groep wordt gesteund en bewapend door Saoedi-Arabië en is sterker dan het VSL. Schattingen over de sterkte lopen op tot 70.000 strijders, maar de eenheid binnen de organisatie was vaak ver te zoeken.
Het Islamitisch Front verwerpt representatieve democratie en secularisme, in plaats daarvan willen zij een islamitische staat met de sharia. In januari 2014 bekende Abu Khaled al-Suri, een topman van het Ahrar ash-Sham dat onderdeel is van het Islamietisch Front, dat hij zichzelf als een lid van al-Qaeda beschouwt.
De groepering werkt samen met andere rebellengroepen in Syrië, onder andere met het Vrij Syrisch Leger, Jabhat al-Nusra (onderdeel van Al Qaida) en het Leger van de Moedjahedien.
De grootste rebellengroeperingen bleven zelfstandig opereren. Hierdoor was er van eenheid weinig meer te bespeuren en spoedig begonnen de deelnemers weer hun eigen namen te gebruiken. Anno 2015 lijkt het erop dat het Islamitisch Front weinig meer is dan een verzamelnaam voor zelfstandig opererende groepen, die slechts in naam verenigd zijn.